# Rana (ster)
Rana (delta Eridani) is een ster in het sterrenbeeld Eridanus (Rivier Eridanus).